# Luiz Antônio
Luiz Antônio (segundo o IBGE Luís Antônio) é um município brasileiro do estado de São Paulo, localizado na Região Metropolitana de Ribeirão Preto, com distância de 55 km da metrópole.

## História
Inexistem dados precisos sobre a data de fundação do município. Contam os historiadores que a Cidade se originou a partir de um povoado surgido nas imediações de onde hoje se localiza a praça central da Cidade - Praça Mário Junqueira.
Segundo os relatos de origem popular, no dia 13 de dezembro de 1892, o viajante Carlos Loyola (morador de São Simão) passava pelo local transportando café para o porto do Jataí, tendo sido acometido por uma cegueira repentina. Como era dia 13 dezembro, ou seja, data consagrado ao culto de Santa Luzia, ele teria feito uma promessa à santa protetora dos olhos, tendo sido curado prontamente.
Para pagar a promessa, Carlos Loyola montou no local uma botica (espécie de farmácia) para vender medicamentos aos viajantes e moradores da região. A botica, logo após, foi transformada em armazém que vendia desde alimentos até ferramentas. Carlos Loyola foi, portanto, o primeiro habitante do lugarejo que passou a ser chamado Vila Jataí a partir de 1887.
Desde 1937, a localidade passou a ser conhecida como Luís Antônio em homenagem ao Cel. Luís Antônio Junqueira, importante fazendeiro e desbravador da região, que possuía uma fazenda com o mesmo nome.
Luís Antônio obteve sua emancipação política no dia 18 de fevereiro de 1959, quando entrou em vigor a lei nº 5285 que substituiu a lei nº 5121 de 31 de dezembro de 1958, que tratava da nova delimitação territorial do estado de São Paulo.

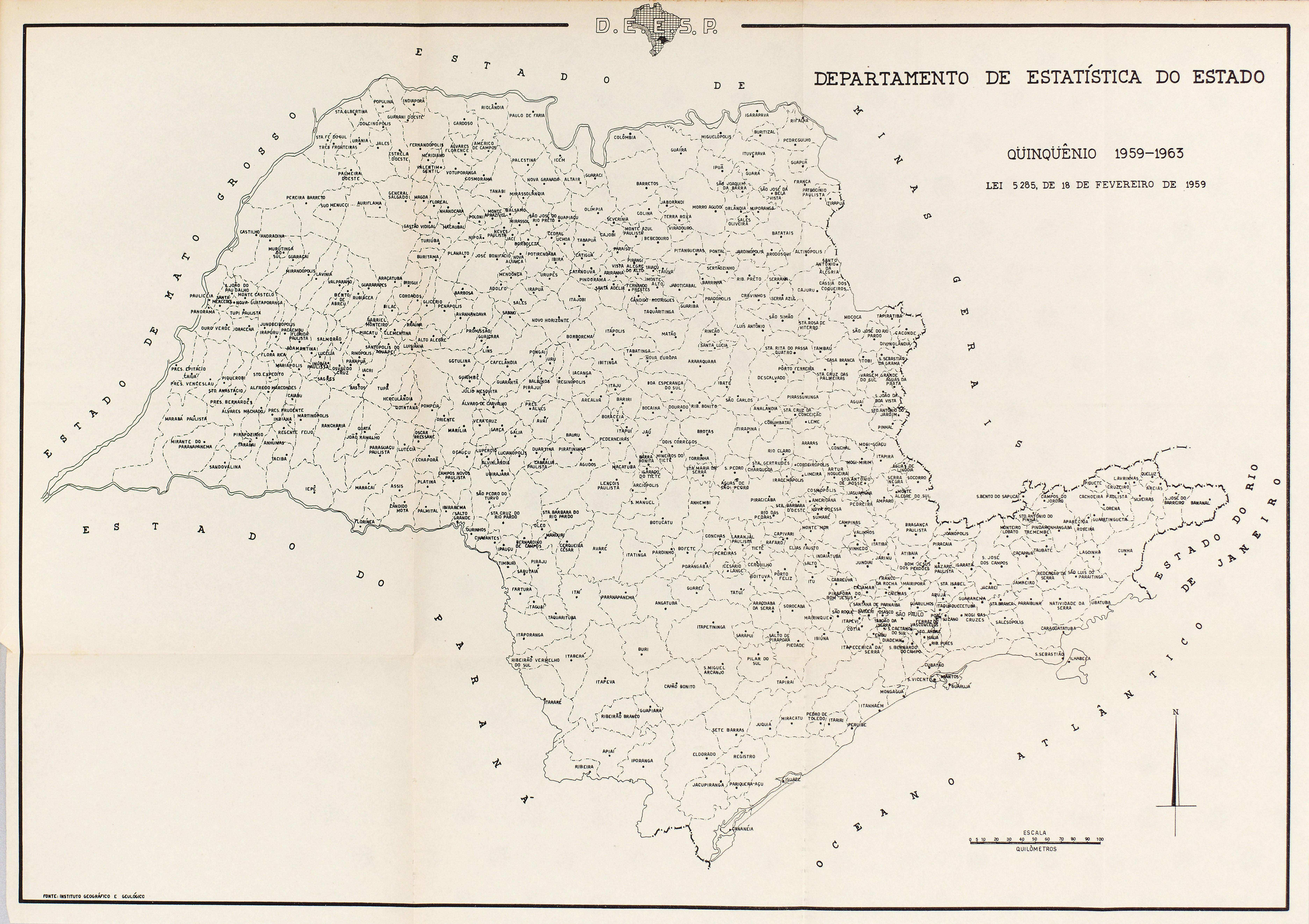
Estado de São Paulo (1959).

## Geografia
Localiza-se a uma latitude 21º33'18" sul e a uma longitude 47º42'16" oeste, estando a uma altitude de 675 metros. Sua população estimada em 2004 era de 7.837 habitantes. Possui uma área de 598,439 km².

### Hidrografia
- Rio Moji-Guaçu
- Rio da Onça
- Rio Vassununga

### Rodovias
- SP-253
- SP-330

## Demografia

### População
| Crescimento populacional                             | Crescimento populacional | Crescimento populacional | Crescimento populacional |
| Ano                                                  | População Total          |                          | %±                       |
| ---------------------------------------------------- | ------------------------ | ------------------------ | ------------------------ |
| 1960                                                 | 3 977                    |                          | —                        |
| 1970                                                 | 3 083                    |                          | −22,5%                   |
| 1980                                                 | 2 926                    |                          | −5,1%                    |
| 1991                                                 | 5 840                    |                          | 99,6%                    |
| 2000                                                 | 7 160                    |                          | 22,6%                    |
| 2010                                                 | 11 286                   |                          | 57,6%                    |
| 2022                                                 | 12 265                   |                          | 8,7%                     |
| Est. 2024                                            | 12 531                   | [ 8 ]                    | 2,2%                     |
| Fontes: Censos Demográficos IBGE e Estimativas SEADE |                          |                          |                          |

### Dados demográficos
População total: 14.021
- Urbana: 10.901
- Rural: 385
- Homens: 5.832
- Mulheres: 5.454

(Fonte: IBGE/2010)
- Densidade demográfica (hab./km²): 18,86
- Mortalidade infantil até 1 ano (por mil): 15,16
- Expectativa de vida (anos): 71,60
- Taxa de fecundidade (filhos por mulher): 2,75
- Taxa de alfabetização: 91,42%
- Índice de Desenvolvimento Humano (IDH-M): 0,731
- IDH-M Renda: 0,709
- IDH-M Longevidade: 0,822
- IDH-M Educação: 0,671

(Fonte: PNUD/2010)

### Etnias
| Cor/Raça | Percentagem |
| -------- | ----------- |
| Branca   | 65,3%       |
| Preta    | 7,6%        |
| Parda    | 26,2%       |
| Amarela  | 0,4%        |
| Indigena | 0,3%        |

Fonte: Censo 2000

## Infraestrutura

### Comunicações
O sistema de telefones automáticos foi inaugurado na cidade em 1979 pela Telecomunicações de São Paulo (TELESP), que também implantou o sistema de discagem direta à distância (DDD) em 1989 com o código de área (016), para padronização com o sistema telefônico das regiões de Ribeirão Preto e Franca.

## Religião
O Cristianismo se faz presente na cidade da seguinte forma:

### Igreja Católica
- A paróquia local faz parte da Arquidiocese de Ribeirão Preto.[18]

### Igrejas Evangélicas
Entre as igrejas protestantes históricas, pentecostais e neopentecostais, encontram-se na cidade:
- Assembleia de Deus Ministério do Belém.[21][22]
- Congregação Cristã no Brasil.[23]